# منطقة الخطر (أغنية)
منطقة الخطر Danger Zoneهي أغنية كتبها توم ويتلوك ، ألحان جورجيو مورودير وأداها مغني الروك الأمريكي كيني لوجينز . صدر باعتباره واحد في13 ، تم استخراجه من الموسيقى التصويرية لفيلم Top Gun .
وصلت إلى المركز 2 واحتلت مكانًا في Billboard Hot 100 في الولايات المتحدة ودخلت في مخططات مبيعات الفردي في العديد من البلدان. إلى جانب Footloose ، إنها واحدة من أغاني كيني لوجينز المميزة.

## تاريخ الأغنية
كان لدى جيري بروكهايمر ودون سيمبسون ، منتجي الفيلم ، مع مايكل ديلبك ، مشرف الموسيقى التصويرية ، أكثر من 300 musiques متاحة لـ Top Gun . ولكن عند محاولتهم ضبط اندفاع المشهد الافتتاحي للفيلم على حاملة الطائرات ، لم يجدوا شيئًا يعمل. ثم طلب بروكنهايمر من منتج الموسيقى التصويرية ، جورجيو مورودير ، كتابة شيء ما. بمساعدة توم ويتلوك ، قام بتأليف Danger Zone ، وطلب من Joe Pizzulo تسجيل عرض توضيحي. بموافقة المنتجين ، طلبت شركة Columbia Records (موزع الموسيقى التصويرية للفيلم) من Moroder تضمين Danger Zone ، بشرط أن يؤديها فنان وقع بالفعل على الملصق 
في الأصل ، كان من المقرر أن تؤدي المجموعة الموسيقية Toto هذه الأغنية ، لكن استحالة التوصل إلى اتفاق بين منتجي Top Gun ومحامي المجموعة حالت دون هذا التعاون.
تم الاتصال ببريان آدمز للسماح باستخدام أغنيته Only the Strong Survive في الموسيقى التصويرية للفيلم ، وطُلب منه أيضًا أداء Danger Zone ، لكن آدامز رفض ذلك ، حيث كان يعتقد أن الفيلم يمجد الحرب ، وأنه لا يريده. العمل ليتم ربطه بمثل هذا الفيلم.
تم أيضًا الاتصال بمجموعة REO Speedwagon ، لكنهم رفضوا لأنه لم يتم استخدام أي من مؤلفاتهم الموسيقية في الموسيقى التصويرية.
في النهاية ، وافق المنتجون على لعب Danger Zone بواسطة Kenny Loggins  ذهب Whitlock إلى Loggins ، في Encino ، وأضف المغني تنوعاته الخاصة إلى الأغنية 

## التركيبة
يعزف دان هوف ، المنشد وعازف الجيتار من فرقة هارد روك جيانت ، على أجزاء الجيتار. يتم العزف على خط الجهير على آلة النطق Yamaha DX7 ، مصحوبة بأسطوانات LinnDrum الإلكترونية ، وهما أداتان شهيرتان من موسيقى البوب في الثمانينيات. ينضم إليهم الساكسفون في نهاية الأغنية.

## مقطع فيديو
تم إصدار فيديو موسيقي في مايو 1986. الفيديو من إخراج توني سكوت ، ويحتوي على لقطات من غناء Loggins ، تتخللها مقاطع من Top Gun ، من إخراج سكوت أيضًا 
وبحسب ما ورد وصفت البحرية الأمريكية المقطع بأنه "أفضل أداة تجنيد على الإطلاق. ("ملصق التوظيف الأكثر فعالية الذي تم إنتاجه على الإطلاق ").